# Octavian Calmîc
Octavian Calmîc (n. 9 octombrie 1974, Bardar, raionul Ialoveni, Republica Moldova) este un economist din Republica Moldova, care din 21 ianuarie 2016 - 21 decembrie 2017 a deținut funcția de Viceprim-ministru, Ministru al Economiei al Republicii Moldova și Infrastructurii în guvernul Guvernul Pavel Filip. Din 2009 până la 21 ianuarie 2016 a fost Viceministru al Economiei pentru cooperare economică internațională, iar per ansamblu a activat în cadrul Ministerului Economiei începând cu anul 1996. Între 1998-2001 a fost membru activ al echipei pentru negocierea aderării Republicii Moldova la Organizația Mondială a Comerțului.
Este căsătorit și are un copil.